# Harrie Starreveld
Harrie Starreveld   (Amsterdam i Regne dels Països Baixos, segle XX) és un flautista neerlandès.

## Formació
Starreveld va estudiar flauta amb Koos Verheul al Conservatori Sweelinck d'Amsterdam. Després de la graduació, de seguida es convertí en professor al mateix institut.

## Activitats
Starreveld és un dels especialistes en música de flauta contemporània. Ha col·laborat amb compositors com Elliott Carter, Franco Donatoni, Brian Ferneyhough, Isang Yun, Pierre Boulez, George Crumb, Jonathan Harvey, Tan Dun, Theo Loevendie, Maurice Weddington i Ton de Leeuw. Va treballar a l'estudi de música electrònica de l' IRCAM a París amb el compositor Philip Manoury.
És membre permanent del "Nieuw Ensemble". Junt amb René Eckhardt i el clarinetista baix Harry Sparnaay, forma el "Het Trio".
Com a solista va tocar concerts de flauta de Donatoni (Puppenspiel), Joseph Schwantner, Pierre Boulez, Paul Schoenfield, Luciano Berio, André Jolivet, Carl Nielsen] i Jacques Ibert, amb orquestres com la "Residentie Orkest", la "Radio Kamerorkest", el ""Schönberg Ensemble", "Nieuw Sinfonietta Amsterdam", l'Orquestra Simfònica Nacional de la RAI, el "New Ensemble", l'Orquestra de Cambra de Chicago i el Grup de Percussió L'Haia, dirigits pels conductors Hans Vonk, Reinbert de Leeuw, Ernest Bour, Lukas Foss, Marc Foster, David Porcelijn, Ed Spanjaard, Enrique Encinar, Lev Markiz i Otto Ketting. Starreveld va tocar a la ràdio i la televisió als Països Baixos i va oferir recitals en solitari a tot el món.
Starreveld s'inclou en (part) de 30 CDs, inclosos CD amb música d'Isang Yun, Ton de Leeuw, Barbara Kolb, Jonathan Harvey, Franco Donatoni i Brian Ferneyhough. A més de la flauta "regulars", Starreveld també interpreta un munt de flautí, flauta alta, flauta baixa, i la flauta quart de to Kingma-Brannen (un dels primers en el món).

## Premis i honors
El 1978 va ser el guanyador del Concurs Internacional d'Intèrprets Gaudeamus de Música Contemporània, junt amb el seu pianista permanent René Eckhardt. Starreveld va guanyar un Edison el 1993 pel seu CD CNM amb música de Ton de Leeuw.